# Symfonie nr. 3 (Andriessen)
De Nederlandse componist Hendrik Andriessen voltooide zijn Symfonie nr. 3 op 17 september 1946. Hij keerde met deze symfonie terug naar de klassieke principes na enige tijd wat moderner repertoire geschreven te hebben. Het is een prettig in het gehoor liggende symfonie, die niet alleen een delenaanduiding heeft die verwijst naar vroeger, maar ook een orkestratie heeft die klassiek is.

## Delen
- Ouverture
- Sonate
- Sarabande
- Fuga

## Orkestratie
- 3 dwarsfluiten, 2 hobo's, 2 klarinetten, 2 fagotten
- 4 hoorns, 3 trompetten, 3 trombones, 1 tuba
- pauken, harpen
- violen, altviolen, celli, contrabassen

## Discografie
- Uitgave Et'cetera: Radio Philharmonisch Orkest o.l.v. Jean Fournet, september 1968